# گمینا گاردیا
گمینا گاردیا (به لهستانی:  Gmina Gardeja) یک گمینا در لهستان است که در شهرستان کفیدزن واقع شده‌است. گمینا گاردیا ۱۹۲٫۹۸ کیلومتر مربع مساحت و ۸٬۲۲۳ نفر جمعیت دارد.